# Catedral de São Pedro (Belleville, Illinois)
A Catedral de São Pedro (Cathedral of Saint Peter) é a igreja-mãe da Diocese de Belleville, localizada em Belleville, Illinois.
A paróquia da catedral de São Pedro foi fundada em 1842 em um local a leste da estrutura atual e recebeu o nome de São Barnabé, o Apóstolo; foi rededicada a São Pedro em 1847. Em 1863, a congregação reconheceu a necessidade de uma estrutura maior. Construiu uma igreja de tijolos no local atual da catedral, que dedicou em 1866.
Em 1887, o Papa Leão XIII criou a Diocese de Belleville a partir da porção sul da Diocese de Alton (hoje Diocese de Springfield) e nomeou o Reverendo John Janssen como o primeiro bispo. Janssen escolheu São Pedro como sua catedral.

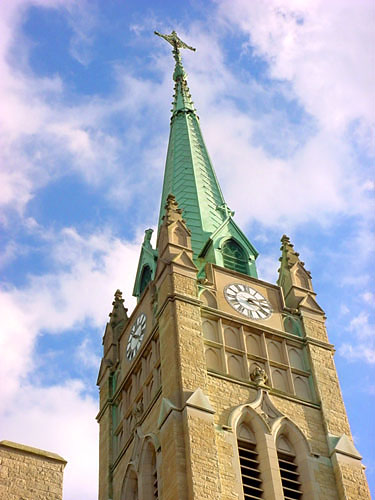
A torre da catedral

Em 4 de janeiro de 1912, por volta das 18h, crianças da vizinhança notaram um incêndio na parte superior do prédio. Embora tenham chegado rapidamente, os bombeiros foram prejudicados em seus esforços para extinguir o incêndio pela falta de pressão de água suficiente para atingir a altura do telhado de 80 pés (24 m) e as temperaturas congelantes de 15 °F (-9 °C). Funcionários da companhia de água atribuíram a baixa pressão da água a uma válvula quebrada na estação de água. Logo, o fogo queimou as vigas do telhado, que caíram e incendiaram outras partes da estrutura. Quando o fogo foi extinto, tudo o que restava eram as paredes externas e a torre sineira. Um jornal local estimou os danos em US$ 100.000 e disse que o seguro cobriria apenas US$ 40.000 dos reparos.
A arquitetura gótica da estrutura atual foi modelada após a da Catedral de Exeter, Inglaterra. Foi projetada pelo arquiteto Victor Klutho. As paredes de tijolos foram cobertas com calcário dolomítico de face dividida de Winona acentuado com calcário de Indiana em 1956. O santuário foi reformado em 1968, para se adequar às diretrizes do Concílio Vaticano II, e a extremidade sul da catedral foi expandida para aumentar a capacidade para 1.270. Uma missa em janeiro de 2012 marcou o centenário do incêndio e da reconstrução, e também a reinstalação do púlpito e da cobertura da catedral que foram removidos durante a obra de 1968.
A catedral abriga um órgão de três manuais e 40 fileiras da M.P. Moller Company, que data de 1968. Um segundo console foi adicionado junto com quatro fileiras de tubos.

## Links externos
Media relacionados com Catedral de São Pedro (Belleville, Illinois) no Wikimedia Commons
- Site oficial da catedral
- Site oficial da Diocese Católica de Belleville
- Página de perfil diocesana (incluindo programação de missas)
- Um passeio fotográfico completo pela catedral